# Piper schlimii
Piper schlimii är en pepparväxtart som beskrevs av C. Dc.. Piper schlimii ingår i släktet Piper och familjen pepparväxter. Inga underarter finns listade i Catalogue of Life.